# Cambarellus prolixus
Cambarellus prolixus är en kräftdjursart som beskrevs av Villalobos och Hobbs 1981. Cambarellus prolixus ingår i släktet Cambarellus och familjen Cambaridae. IUCN kategoriserar arten globalt som akut hotad. Inga underarter finns listade i Catalogue of Life.